# Achille Paroche
Nicolas Achille Paroche (Sery, 1º marzo 1868 – Signy-l'Abbaye, 27 maggio 1933) è stato un tiratore a segno francese.

## Carriera
In carriera, Paroche partecipò a due Olimpiadi: Parigi 1900 e Anversa 1920. Nell'Olimpiade francese vinse quattro medaglie: medaglia d'oro nella carabina militare in posizione prona, medaglia di bronzo nella carabina militare a squadre e due medaglie d'argento nella pistola militare individuale e pistola militare a squadre. Venti anni dopo l'Olimpiade parigina, partecipò all'Olimpiade di Anversa dove prese parte a dieci specialità differenti, riuscendo a vincere una medaglia d'argento nella prova di carabina militare 300 metri, proni, a squadre.
Partecipò numerose volte ai campionati mondiali di tiro in cui vinse un totale di 29 medaglie dal 1898 al 1921. Il suo campionato mondiale più fortunato fu Torino 1898, dove vinse cinque medaglie di cui tre d'oro, mentre l'ultima medaglia la ottenne a Lione, dove conquistò l'argento nella carabina militare in piedi.

## Palmarès
| Anno | Manifestazione      | Sede        | Evento                                    | Risultato |
| ---- | ------------------- | ----------- | ----------------------------------------- | --------- |
| 1898 | Campionati mondiali | Torino      | Carabina 300 m, 3 posizioni               | Oro       |
| 1898 | Campionati mondiali | Torino      | Carabina 300 m, 3 posizioni, a squadre    | Oro       |
| 1898 | Campionati mondiali | Torino      | Carabina 300 m, proni                     | Argento   |
| 1898 | Campionati mondiali | Torino      | Carabina 300 m, in ginocchio              | Argento   |
| 1898 | Campionati mondiali | Torino      | Carabina 300 m, in piedi                  | Oro       |
| 1899 | Campionati mondiali | L'Aia       | Carabina 300 m, 3 posizioni, a squadre    | Argento   |
| 1900 | Olimpiadi           | Parigi      | Pistola militare                          | Argento   |
| 1900 | Olimpiadi           | Parigi      | Pistola militare a squadre                | Argento   |
| 1900 | Olimpiadi           | Parigi      | Carabina militare, proni                  | Oro       |
| 1900 | Olimpiadi           | Parigi      | Carabina militare a squadre               | Bronzo    |
| 1900 | Campionati mondiali | Parigi      | Carabina 300 m, 3 posizioni, a squadre    | Bronzo    |
| 1900 | Campionati mondiali | Parigi      | Carabina 300 m, proni                     | Oro       |
| 1900 | Campionati mondiali | Parigi      | Pistola 50 m                              | Argento   |
| 1900 | Campionati mondiali | Parigi      | Pistola 50 m a squadre                    | Argento   |
| 1901 | Campionati mondiali | Lucerna     | Carabina 300 m, 3 posizioni, a squadre    | Bronzo    |
| 1901 | Campionati mondiali | Lucerna     | Carabina 300 m, proni                     | Bronzo    |
| 1901 | Campionati mondiali | Lucerna     | Pistola 50 m a squadre                    | Argento   |
| 1902 | Campionati mondiali | Roma        | Carabina 300 m, 3 posizioni, a squadre    | Bronzo    |
| 1904 | Campionati mondiali | Lione       | Carabina 300 m, 3 posizioni, a squadre    | Bronzo    |
| 1904 | Campionati mondiali | Lione       | Carabina 300 m, proni                     | Argento   |
| 1905 | Campionati mondiali | Bruxelles   | Carabina 300 m, 3 posizioni, a squadre    | Bronzo    |
| 1906 | Campionati mondiali | Milano      | Carabina 300 m, 3 posizioni, a squadre    | Argento   |
| 1907 | Campionati mondiali | Zurigo      | Carabina 300 m, 3 posizioni, a squadre    | Bronzo    |
| 1908 | Campionati mondiali | Vienna      | Carabina 300 m, 3 posizioni, a squadre    | Bronzo    |
| 1908 | Campionati mondiali | Vienna      | Carabina 300 m, proni                     | Bronzo    |
| 1909 | Campionati mondiali | Amburgo     | Carabina 300 m, 3 posizioni               | Argento   |
| 1909 | Campionati mondiali | Amburgo     | Carabina 300 m, 3 posizioni, a squadre    | Argento   |
| 1909 | Campionati mondiali | Amburgo     | Carabina 300 m, proni                     | Argento   |
| 1911 | Campionati mondiali | L'Aia       | Carabina 300 m, 3 posizioni, a squadre    | Argento   |
| 1911 | Campionati mondiali | L'Aia       | Carabina 300 m, proni                     | Oro       |
| 1912 | Campionati mondiali | Roma        | Carabina 300 m, 3 posizioni, a squadre    | Argento   |
| 1913 | Campionati mondiali | Campo Perry | Carabina 300 m, proni                     | Oro       |
| 1920 | Olimpiade           | Anversa     | Carabina militare 300 m, proni, a squadre | Argento   |
| 1921 | Campionati mondiali | Lione       | Carabina militare 300 m, in piedi         | Argento   |